# Marea Foamete din 1315–1317

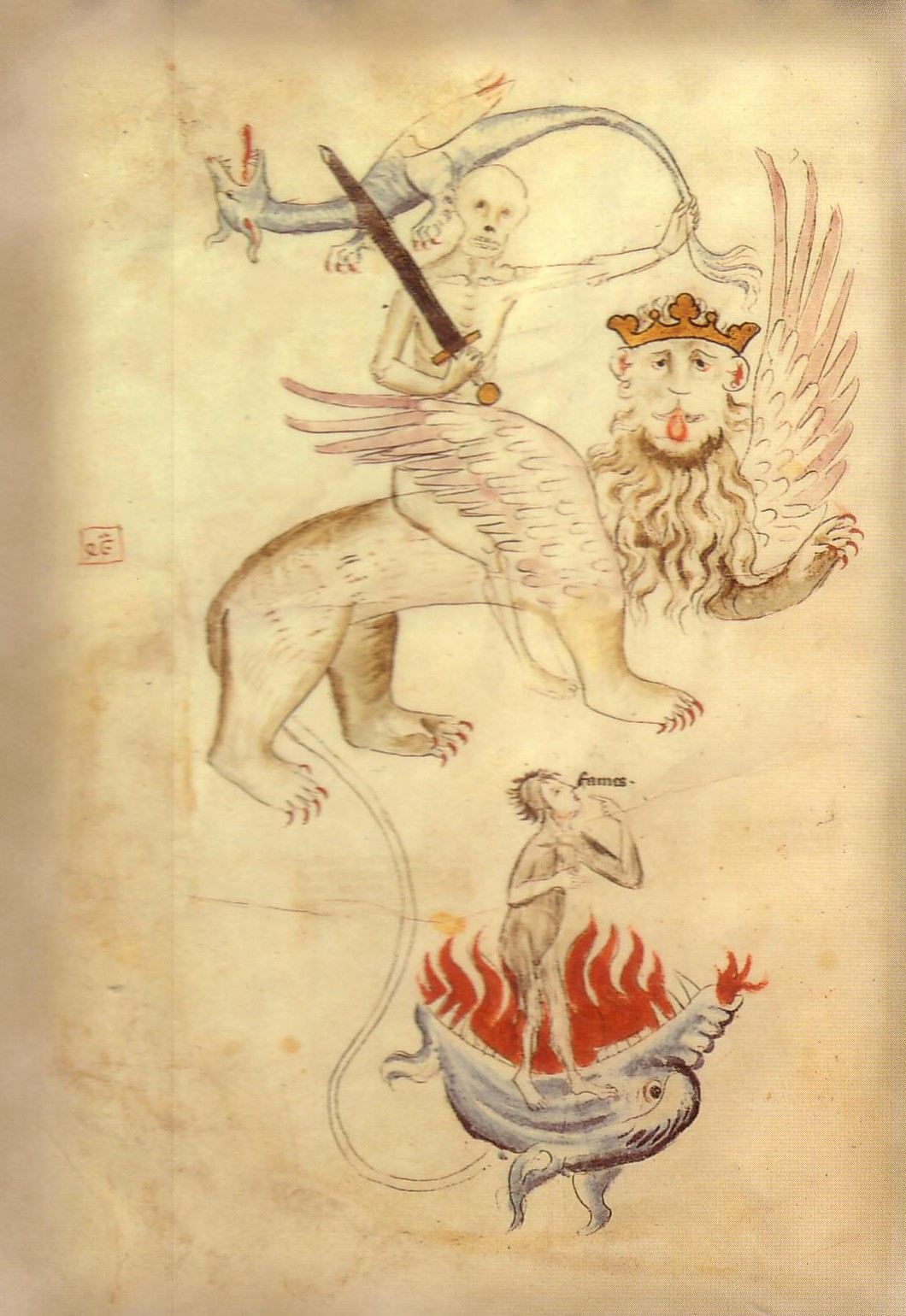
Ilustrație din Apocalipsa dintr-o Biblia Pauperum, împodobită cu miniaturi, scrisă la Erfurt în timpul Marii Foamete. Moartea stă călare pe o manticoră, a cărei coadă lungă se termină în flăcări (iadul). Foametea arată către gura ei flămândă.

Marea Foamete din 1315-1317 (ocazional datată ca fiind cuprinsă între anii 1315-1322) a fost prima dintr-o serie de crize la scară largă care au lovit Europa la începutul secolului al XIV-lea. Cea mai mare parte a Europei (extinzându-se spre est până la Rusia și spre sud până la Italia) a fost afectată. Foametea a provocat numeroase decese de-a lungul unui număr extins de ani și a marcat un sfârșit clar al perioadei de creștere și prosperitate din secolele XI-XIII.
Marea foamete a început cu vreme rea în primăvara anului 1315. Eșecurile culturilor au durat din anul 1316 până la recolta de vară din 1317, iar Europa nu și-a revenit complet până în 1322. Eșecurile culturilor nu au fost singura problemă; boala bovinelor a determinat scăderea numărului de oi și bovine cu până la 80%. Perioada a fost marcată de niveluri extreme de criminalitate, boli, moarte în masă și chiar canibalism și pruncucidere. Criza a avut consecințe pentru Biserică, stat, societatea europeană și pentru calamitățile viitoare care vor urma în secolul al XIV-lea.

## Context
Foametele erau evenimente relativ normale în Europa medievală. De exemplu, foametea localizată a apărut în Franța în secolul al XIV-lea în 1304, 1305, 1310, 1315–1317 (Marea foamete), 1330–1334, 1349–1351, 1358–1360, 1371, 1374–1375 și 1390. În Anglia, cel mai prosper regat afectat de Marea Foamete, au existat alte foamete mai mici în 1321, 1351 și 1369. Pentru majoritatea oamenilor de multe ori nu era suficientă mâncare, iar viața era o luptă relativ scurtă și brutală pentru a supraviețui până la bătrânețe. Potrivit înregistrărilor oficiale despre familia regală engleză, un exemplu al celor ce aveau cea mai bună situație în acele vremuri din societate, pentru care s-au ținut evidențe, speranța medie de viață la naștere în 1276 a fost de 35,28 ani. Între 1301 și 1325, în timpul Marii foamete a fost de 29,84 ani, în timp ce între 1348 și 1375 în timpul ciumei, a fost de doar 17,33 ani.Aceasta demonstrează căderea abruptă între anii 1348 și 1375 de aproximativ 42%.
În timpul perioadei medievale calde (perioada anterioară anului 1300), populația Europei a explodat în comparație cu epocile anterioare, atingând niveluri care nu au fost atinse în unele locuri până în secolul al XIX-lea - într-adevăr, părțile din Franța rurală astăzi sunt încă mai puțin populate decât la începutul secolului al XIV-lea. Cu toate acestea, raportul de producție al grâului, numărul de semințe pe care cineva le putea mânca pe sămânță plantată, scad încă din 1280, iar prețurile la alimente au crescut. După recolte favorabile, raportul ar putea fi de până la 7:1, dar după recolte nefavorabile a fost de până la 2:1 - adică, pentru fiecare sămânță plantată, au fost recoltate două semințe, una pentru semințele de anul viitor și una pentru mâncare. Prin comparație, agricultura modernă are un raport de 30:1 sau mai mult.
Debutul Marii Foamete a coincis cu sfârșitul perioadei medievale calde. Între 1310 și 1330, Europa de nord a cunoscut unele dintre cele mai rele și mai prelungite perioade de vreme rea din întregul Ev Mediu, caracterizate prin ierni severe și veri ploioase și reci. Marea Foamete ar fi putut fi cauzată și de un eveniment vulcanic, poate cel al Muntelui Tarawera din Noua Zeelandă, care a durat aproximativ cinci ani. 
Schimbarea tiparelor meteorologice, ineficiența guvernelor medievale în gestionarea crizelor și al nivelului populației, când era la un nivel ridicat istoric, au creat o perioadă în care nu era loc de erori când vine vorba de producția de mâncare.

## Marea foamete

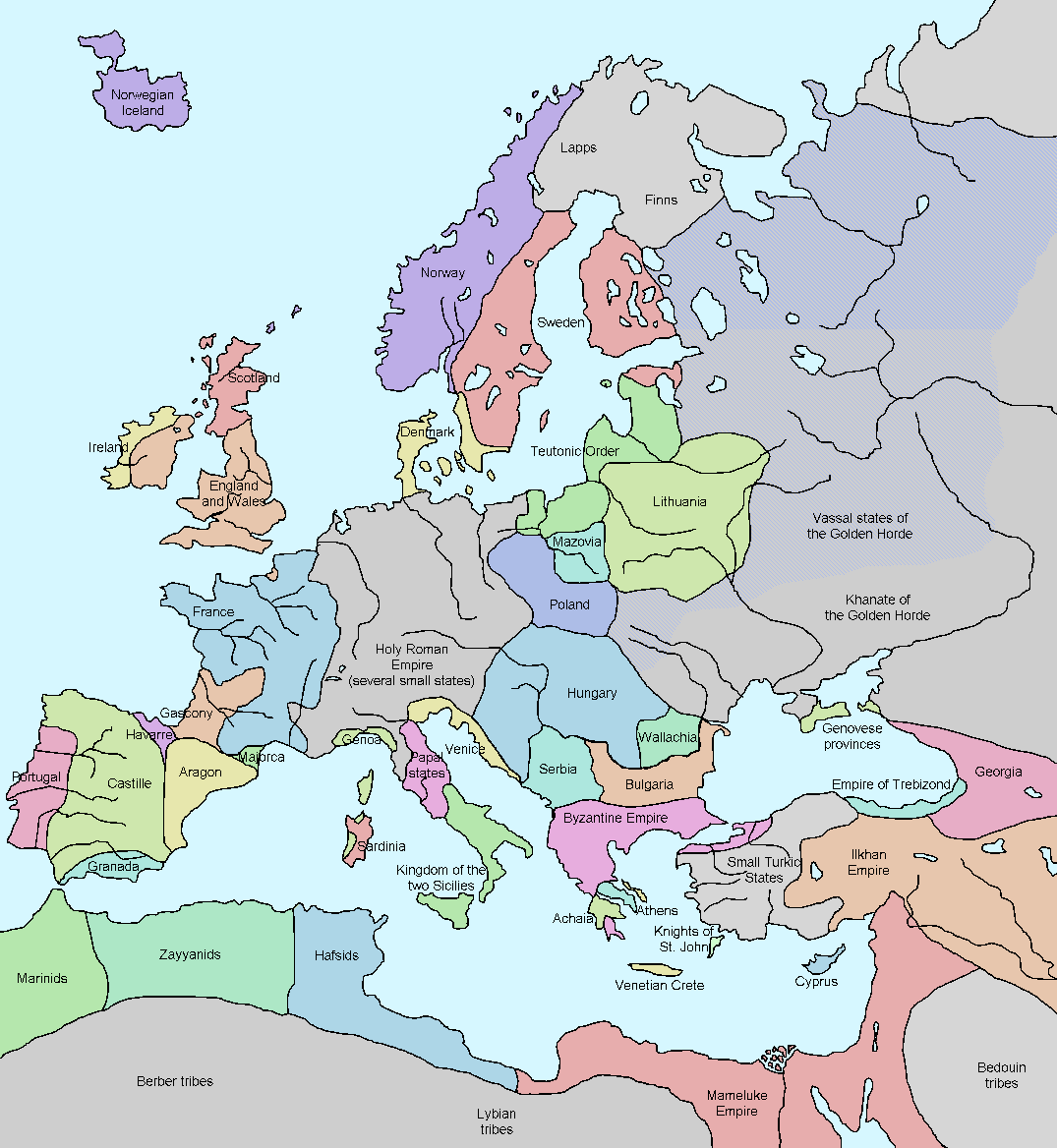
Europa în 1328.

În primăvara anului 1315 o ploaie neobișnuit de puternică a început să cadă asupra teritoriului Europei. De-a lungul primăverii și verii a continuat să plouă, iar temperatura a rămas rece. În astfel de condiții, cerealele nu s-au putut coace, ducând la eșecuri de scară largă ale culturilor. Cerealele erau aduse în interior în urne și ghivece pentru a le păstra uscate. Fânul pentru animale nu a putut fi protejat, așa că nu au existat furaje pentru animale. Prețul mâncării a început să crească; prețurile din Anglia s-au dublat între primăvară și mijlocul verii. Sarea, singura modalitate de vindecare și conservare a cărnii, era dificil de obținut, deoarece saramura nu putea fi evaporată în mod eficient pe timp umed; prețul ei a crescut de la 30 la 40 de șilingi. În Lorena, prețurile grâului au crescut cu 320%, făcând pâinea inaccesibilă țăranilor. Magazinele de cereale pentru situații de urgență pe termen lung erau limitate regalităților, lorzilor, nobililor, negustorilor bogați și bisericilor. Datorită presiunilor generale ale populației ridicate, chiar și recolte mai mari decât media au însemnat că unii oameni vor flămânzi; a existat puțină marjă pentru eșec. Oamenii au început să culeagă rădăcini sălbatice comestibile, ierburi, nuci și scoarță din păduri. 
O serie de incidente documentate arată amploarea foametei. Edward al II-lea al Angliei s-a oprit la St Albans la 10 august 1315 și a avut dificultăți în a găsi pâine pentru el și anturajul său; a fost o ocazie rară în care regele Angliei nu a putut să mănânce. Francezii, sub conducerea lui Ludovic al X-lea, au încercat să invadeze Flandra, dar în zonele joase din Olanda, câmpurile au fost îmbibate și armata a devenit atât de împiedicată încât au fost forțați să se retragă, arzându-și proviziile acolo unde le-au lăsat, incapabili să le care mai departe.
În primăvara anului 1316 a continuat să plouă asupra unei populații europene lipsite de energie și rezerve pentru a se întreține. Au fost afectate toate segmentele societății, de la nobili la țărani, dar mai ales țăranii, care reprezentau 95% din populație și care nu aveau rezerve de hrană. Pentru a oferi o oarecare măsură de ușurare, viitorul a fost ipotecat prin sacrificarea animalelor de tracțiune, mâncarea semințelor, abandonarea copiilor lăsându-i sa se descurce  singuri (vedeți „Hänsel și Gretel”) și, printre bătrâni, refuzarea voluntară a hranei pentru ca generația tânără să supraviețuiască. Cronicarii de pe vremea aceea au notat multe incidente de canibalism, cu toate că „nimeni nu poate spune dacă o astfel de discuție nu a fost pur și simplu un zvon”. 
Vârful foametei a fost în 1317, pe măsură ce vremea umedă a continuat. În cele din urmă, în acea vară, vremea a revenit la tiparele sale normale. Până atunci, însă, oamenii erau atât de slăbiți de boli precum pneumonia, bronșita și tuberculoza și atât de multe semințe au fost consumate încât abia în 1325 a revenit stocul alimentar la niveluri relativ normale și populația a început să crească din nou. Istoricii dezbat numărul de victime, dar se estimează că 10-25% din populația multor sate și orașe a murit. Deși Moartea neagră (1347–1351) va ucide mai mulți oameni, ea de cele mai multe ori străbătea o zona în câteva luni, în timp ce Foametei i-au trebuit ani de zile, prelungind suferința populației. 
Jean-Pierre Leguay a remarcat că Marea Foamete „a produs sacrificări ridicate într-o lume care era deja supraaglomerată, în special în sate, care erau puncte de desfacere naturale pentru suprapopularea rurală”. Estimările ratelor de deces variază în funcție de loc, dar unele exemple includ o pierdere de 10-15% în sudul Angliei. Nordul Franței a pierdut aproximativ 10% din populație. 

### Geografie
Marea Foamete a fost limitată la Europa de Nord , incluzând Insulele Britanice, Nordul Franței, Țările de Jos, Scandinavia, Germania și vestul Poloniei. De asemenea, a afectat unele dintre Statele baltice, cu excepția extremului estic baltic, care a fost afectat doar indirect. Foametea era mărginită la sud de Alpi și Pirinei .

## Consecințe
Marea Foamete este de remarcat pentru numărul de persoane care au murit, vasta zonă geografică afectată, lungimea acesteia, dar și consecințele sale de durată. 

### Biserică
Când Dumnezeu a văzut că lumea era atât de mândră, 

El a trimis foamete pe pământ și a îngreunat-o. 

Un obroc de grâu era la patru șilingi sau mai mult, 

Din care oamenii ar fi putut avea un sfert înainte ... 

Și apoi au devenit palizi care au râs atât de tare, 

Și au devenit toți docili care înainte erau atât de mândri. 

Inima unui bărbat ar putea sângera ca s-auzim plansul

Săracilor care au strigat: "Într-un final! Voi muri de foame ...!"
Într-o societate al cărei recurs final pentru aproape toate problemele fusese religia, iar romano-catolicismul era singura credință creștină tolerată, nici o cantitate de rugăciune nu părea eficientă împotriva cauzelor profunde ale foametei. Acest lucru a subminat autoritatea instituțională a Bisericii Romano-Catolice și a contribuit la punerea bazelor mișcărilor ulterioare care au fost considerate eretice de către Biserica Romano-Catolică, deoarece s-au opus papalității și au dat vina perceputului eșec al rugăciunii asupra corupției și erorilor doctrinare din cadrul Bisericii Romano-catolice.

### Cultură
Europa medievală din secolul al XIV-lea a cunoscut deja o violență socială larg răspândită iar chiar și actele pedepsite cu moartea, cum ar fi violul și crima, au fost mult mai frecvente în mod demonstrabil (în special în raport cu populația), în comparație cu vremurile moderne.
Foametea a dus la o creștere puternică a criminalității, chiar și în rândul celor care nu sunt înclinați în mod normal la activitate criminală, deoarece oamenii ar recurge la orice mijloace pentru a se hrăni pe ei sau pe familia lor. În următoarele câteva decenii, după foamete, Europa a ajuns mai dură și mai violentă; a devenit un loc și mai puțin amiabil decât în secolele XII și XIII. Acest lucru a putut fi văzut în toate segmentele societății, poate cel mai izbitor în modul în care s-a purtat războiul în secolul al XIV-lea, în timpul războiului de 100 de ani, când s-a încheiat cavalerismul, spre deosebire de secolele al XII-lea și al XIII-lea, când nobilii au fost mai predispuși să moară în timpul accidentelor din turniruri decât pe câmpul de luptă.
Foametea a subminat, de asemenea, încrederea populației în guvernele medievale pentru eșecul lor de a face față crizelor rezultate.

### Populație
Marea Foamete a marcat un sfârșit clar pentru o perioadă fără precedent de creștere a populației care începuse în jurul anului 1050. Deși unii oameni din zilele de azi cred că creșterea încetinise deja de câteva decenii, foametea a fost, fără îndoială, un final clar al creșterii cu o rată ridicată a populației. Marea Foamete va avea ulterior consecințe pentru evenimentele viitoare din secolul al XIV-lea, cum ar fi Moartea Neagră, când o populație deja slăbită va fi lovită din nou.